# Marcilla de Corón
Marcilla es un barrio rural  del municipio filipino de primera categoría de Corón perteneciente a la provincia  de Paragua en Mimaro,  Región IV-B.

## Geografía
Este barrio  se encuentra en  la Isla Busuanga la más grande del Grupo Calamian, donde se encuentra su ayuntamiento. Situado a medio camino entre las islas de Mindoro (San José) y de Paragua (Puerto Princesa),  el Mar de la China Meridional a poniente y el mar de Joló a levante. Al sur de la isla están las otras dos islas principales del Grupo Calamian: Culión y  Corón, que da nombre al municipio.
Su término  linda al norte con el barrio de Borac separado por la bahía de Carascas; al sur con el estrecho de Corón que separa isla Bunsuanga  de la isla de Corón, isla que da nombre al municipio; al este con el estrecho de Mindoro frente al Arrecife de Matuya; y al oeste con el barrio de Tagumpay.
La isla de Dibatang (Dibatuc) forma parte de este barrio, así como los sitios de Alagao, de Olasi y de Marcilla.
El barrio  de Marcilla contaba  en mayo de 2010 con una población de 1.179  habitantes.